# Wienerbørn
Efter schweizisk forbillede blev der i årene 1919-1925 formidlet, organiseret og afviklet ca. 25.000 ophold for børn fra Wien, wienerbørn, i Danmark. Dette skete på privat grundlag som en humanitær håndsrækning til fattige og sultne børn, præget af den alvorlige krise, som ramte Østrig og specielt Wien efter nederlaget i 1. verdenskrig og opløsningen af det østrig-ungarske monarki. Efter ophold af 3-12 måneders varighed vendte børnene tilbage til Wien, solbrændte, velnærede, velklædte og raske. I nogle tilfælde havde børnene nærmest glemt deres tyske modersmål ved hjemkomsten, og mange beholdt deres danskkundskaber resten af livet, da båndene til Danmark blev opretholdt ved private gensidige besøg og ved danskundervisning i Wien.
På dansk side var den ledende personlighed overretssagfører Sigurd Jacobsen, der under et ophold i Wien, medens den spanske syge hærgede, var blevet opmærksom på børnenes behov. 
I 1927 deltog ca. 1.000 forhenværende plejeforældre i et besøg i Wien hvor der blev afviklet et storstilet takkearrangement, og i 1959 blev de endnu levende plejeforældre samt plejebørnenes danske "søskende" inviteret til et ugelangt ophold i Wien som byens tak.
Også i årene efter 2. verdenskrig kom der wienerbørn til Danmark, i alt ca. 14.000. Opholdene var dog kortere og anderledes organiseret, idet en del af dem fandt sted i feriekolonier.
I 1969 rejstes en mindesten i Rektorparken i København, udført af den østrigske billedhugger Paul Peschke, der selv var wienerbarn. Paul Peschke var også nogle år tidligere ophavsmand til en buste af Sigurd Jacobsen i Wien (foran børnehaven Kindergarten 5 i Reinprechtsdorfer Straße 1 c). Busten blev afsløret af daværende udenrigsminister Jens Otto Krag, der var på besøg i Wien den 11. november 1961.
Den danske folkekomedie Wienerbarnet fra 1941 med Max Hansen i titelrollen har som tema et wienerbarns tilbagevenden til sine plejeforældre.